# Huguette Vivier
Pour les articles homonymes, voir Vivier.
Huguette Vivier, de son vrai nom Huguette Rochier, née le 05 mai 1922 à Paris, et morte le 09 janvier 2021 à Rennes, est une actrice française.

## Biographie
La carrière d'Huguette Vivier a été rapide puisqu'elle n'a duré que 18 mois environ, le temps de tourner 7 films. Tous les films d'Huguette Vivier ont été tournés pour Continental-Films d'Alfred Greven. Paradoxalement, elle apparaît dans plusieurs grands succès (L’Assassin habite au 21, Au bonheur des dames… ) puis disparaît complètement des écrans ensuite, alors qu’elle vivra encore plus de soixante-quinze ans.

## Filmographie
- 1942 : 
  - L'Assassin habite au 21 de Henri-Georges Clouzot - Vania, l'infirmière de Kid Robert
  - La Fausse Maîtresse d'André Cayatte - Marina
- 1943 : 
  - Picpus de Richard Pottier - Eliane 
  - Vingt-cinq ans de bonheur de René Jayet - Léonie
  - Au bonheur des dames d'André Cayatte - Clara Prunaire
  - Adrien de Fernandel - Monique
  - Pierre et Jean d'André Cayatte - Loulou Vertu